# Новиков, Максим Степанович
Максим Степанович Новиков (14 августа 1914, Козельский район — 24 октября 1998) — советский хозяйственный, государственный и политический деятель, Герой Социалистического Труда.

## Биография
Родился в 1914 году в деревне Слаговищи. 
С 1936 года — на хозяйственной, общественной и политической работе. В 1936—1986 гг. — зоотехник, директор совхоза в Тульской области, участник Великой Отечественной войны, наводчик, командир орудийного расчёта, командир батареи 86-го гвардейского артиллерийского полка 37-й гвардейской стрелковой дивизии, ответственный работник сельского хозяйства в Прибалтике и Краснодарском крае, директор госплемзавода «Петровский» Приозерского района Ленинградской области. Член КПСС.
Указом Президиума Верховного Совета СССР от 21 декабря 1983 года присвоено звание Героя Социалистического Труда с вручением ордена Ленина и золотой медали «Серп и Молот».
Умер в Приозерском районе в 1998 году.